# Agustín Eyzaguirre
Agustín Manuel de Eyzaguirre Arechavala (ur. 3 maja 1768 w Santiago, zm. 19 lipca 1837 tamże) – chilijski polityk. W latach 1826–1827 był prezydentem Chile.

## Wczesne lata
Urodził się w Santiago (Chile). Był synem Domingo Eyzaguirre Escutasolo i Maríi Rosy de Aretxabali y Alday. Studiował prawo I teologię na uniwersytecie Świętego Filipa. Studia ukończył w 1789. Pierwotnie chciał zostać księdzem. 13 września 1808 poślubił Maríę Teresę de Larraín y Guzmán Peraltę.

## Kariera Polityczna
Podczas wojny hiszpańsko-chilijskiej w 1810 roku przebywał w Santiago gdzie przyłączył się do rewolucji. W 1812 został wybrany do kongresu. W 1813 roku powstrzymał marsz hiszpańskiego oficera kolonialnego Antonio Pareja. Po powołaniu przez senat rządu został wybrany członkiem Komitetu Junta de Gobierno. Był jednym z założycieli akademii, fundatorem wielu szkół oraz orędownikiem wolności prasy. Po bitwie pod Rancagua, w październiku 1814 roku został uwięziony na wyspie Juan Fernandez. Jego majątek został skonfiskowany. Ponowne dowództwo objął podczas bitwy pod Chacabuco 12 lutego 1817 I przywrócił zesłańców ich rodzinom. Podczas prezydentury Bernardo O’Higginsa wycofał się z życia politycznego i poświęcił się interesom handlowym. 28 stycznia 1823 został ponownie członkiem rządzącej junty. Po rezygnacji Bernardo O’Higginsa został naczelnym dyrektorem. Funkcję tę sprawował do 4 kwietnia 1823. Po wybraniu Manuela Blanco Encalady został wiceprezydentem. Po jego rezygnacji 11 września tego samego roku został prezydentem Chile.

## Prezydentura
Po objęciu prezydentury zastał kraj w trudnej sytuacji finansowej. Zły administracyjny podział kraju uniemożliwił zbieranie jakichkolwiek podatków. Na skutek takiej sytuacji spróbował oddać kraj pod kontrolę Hiszpanii. Jednak powstanie zostało stłumione, a jedynym jego skutkiem było 20 osób śmiertelnych. Po swoim poprzedniku odziedziczył kłopoty z kongresem. 25 stycznia 1827 ustąpił ze stanowiska prezydenta.
Dziesięć lat później zmarł.